# Daddbodsjön
Daddbodsjön är en sjö i Mora kommun och Orsa kommun i Dalarna och ingår i Dalälvens huvudavrinningsområde. Sjön har en area på 0,273 kvadratkilometer och ligger 284,1 meter över havet. Sjön avvattnas av vattendraget Ickån.

## Delavrinningsområde
Daddbodsjön ingår i det delavrinningsområde (677133-145392) som SMHI kallar för Inloppet i Icksjön. Medelhöjden är 301 meter över havet och ytan är 8,07 kvadratkilometer. Räknas de 2 avrinningsområdena uppströms in blir den ackumulerade arean 24,12 kvadratkilometer. Ickån som avvattnar avrinningsområdet har biflödesordning 2, vilket innebär att vattnet flödar genom totalt 2 vattendrag innan det når havet efter 320 kilometer. Avrinningsområdet består mestadels av skog (65 procent) och sankmarker (20 procent). Avrinningsområdet har 0,27 kvadratkilometer vattenytor vilket ger det en sjöprocent på 3,4 procent.